# Tête à Tête (talk show)
Pour les articles homonymes, voir Tête à tête.
Tête à Tête était un talk-show quotidien luxembourgeois présenté par Jean-Luc Bertrand et Marylène Bergmann sur le canal luxembourgo-lorrain de RTL Télévision et simultanément par Philippe Soreil et Frédérique Ries sur le canal belge de RTL Télévision de 17 h à 21 h de septembre 1984 à juin 1987.

## Principe de l'émission
Cette émission, dans laquelle alternaient talk-show, jeux et séries, avait pour but de donner aux téléspectateurs luxembourgo-lorrains et belges un programme propre, sensiblement identique sur les deux canaux nés de la scission de RTL Télévision en 1984 et dont la présentation était assurée par deux couples stars de RTL Télévision. Cette émission précédait le JTL de 19h30 qui possédait lui aussi une édition spécifique à chacun des deux canaux.
L'émission, née en septembre 1984, était réalisée depuis le studio 2 de la Villa Louvigny pour la version luxembourgo-lorraine diffusée sur le canal UHF 21 (vers le Luxembourg et la Lorraine) et dans un autre studio un étage au-dessus pour la version belge diffusée sur le canal UHF 27 (vers la Belgique).
Côté Français, Jacques Harvey en était le producteur, Gaston et François Zeimet les réalisateurs.
Côté Belge, c'est Sophie Hecquet qui en assurait la production.

#### Vidéo
- Extrait de Tête à Tête avec Jean-Luc Bertrand et Marylène Bergmann en 1985 sur YouTube.com